# 玄学
玄学是盛於魏晉南北朝的哲學思潮，本來以解釋「三玄」（《老子》、《莊子》和《周易》）為主，後來發展成討論和解釋其他道家、儒家經典的清談風氣。
由於在現代，「玄学」一詞已轉變為風水命理神祕學等意思，所以現今多被稱為魏晉玄學。

## 概要
“玄”字出自老子《道德經》第一章的末句「玄之又玄，眾妙之門」。在東漢末期至晉朝期間，正统儒家名教之學開始受到質疑，於是從儒家轉向道家。
主要代表人物有何晏、王弼、阮籍、嵇康、向秀、郭象等。
何晏、王弼提出“名教本於自然”，治理社會要以道家的自然無為為本，以儒家的名教為末。
阮籍、嵇康為竹林七賢之首領，其學被後人稱為“竹林玄學”。他們認為“越名教而任自然”，強烈反對儒家的名教，駁斥何、王二人之“貴無論”。
向秀、郭象、裴頠等則認為萬物皆是自然而生，主張“名教即自然”，則名教亦是萬物之一。
在南北朝時期，劉宋的宋明帝把玄學與儒學、文學、史學並列為「四科」，不過此時玄學已經沒有新發展，在張湛的《列子注》後，大多只要討論前人留下的論點，而在佛教傳入後，玄學逐漸式微。
玄學主要涉及有無、生死、動靜、名教、自然、聖人有情無情、聲音哀樂、言能否盡意等。在後世部份士人認為，玄學清談無關於經國濟世，因此有「清談誤國」的說法。
科學與玄學的論戰，簡稱科玄論戰，又名人生觀之論戰、科學與人生觀的論戰，是於1923－24年發生在中國學術界的一場有關「科學與人生觀」的學術爭論。參與辯論的學者分成「科學派」和「玄學派」

## 現代玄學與民間信仰
現代的所謂「玄學」，是在古代玄學的思想基礎上，作為生命過程中的運用法則或方法，並非學術上所說變成神秘主義式的民間信仰，因而，玄學家等），包括術數、占卜、算命、風水、擇日、姓名學、開壇作法等命術鬼神學理方法實踐在生活中，多數民間信仰從業者或術數先生稱源自道家和陰陽家的學说。民間信仰被認為是文化的一部分，與人們日常生活息息相關。
- 主要分支：
  - 八字
  - 命理、面相、掌相
  - 纳音
  - 干支纳音
  - 占星術、紫微斗數、擇日
  - 風水
  - 姓名學
  - 占卜、求簽、測字